# Zacarías M. de la Riva
Zacarías Martínez de la Riva (né le 12 août 1972 à Barcelone en Espagne), est un compositeur de musiques de films.

## Filmographie

### Cinéma
- 2001 : Jaizkibel d'Ibon Cormenzana
- 2003 : La Légende du Cid (El Cid: La Leyenda) de José Pozo
- 2005 : La Malédiction des profondeurs (Beneath Still Waters) de Brian Yuzna
- 2005 : La Nonne (La Monja) de Luis de la Madrid
- 2006 : Spectre de Mateo Gil (TV)
- 2007 : El último justo de Manuel Carballo
- 2008 : La Femme de l'anarchiste de Marie Noelle et Peter Sehr
- 2008 : Carmo de Murilo Pasta
- 2009 : Imago mortis de Stefano Bessoni
- 2009 : Hierro de Gabe Ibáñez
- 2010 : L'Exorcisme de Manuel Carballo
- 2011 : Copito de nieve d'Andrés G. Schaer
- 2011 : ¿Estás ahí? de Roberto Santiago
- 2011 : Floquet de Neu d'Andrés G. Schaer
- 2012 : Dictado d'Alberto Aranda
- 2012 : Tad l'explorateur : À la recherche de la cité perdue (Las aventuras de Tadeo Jones) d'Enrique Gato
- 2013 : La Estrella d'Alberto Aranda
- 2014 : Autómata de Gabe Ibáñez
- 2015 : The Rezort de Steve Barker
- 2015 : Un gallo con muchos huevos
- 2015 : Évolution de Lucile Hadzihalilovic
- 2016 : Pet de Carles Torrens
- 2016 : ABCs of Death 2.5 (segment M is for Mom de Carles Torrens)
- 2017 : Nieve negra de Martin Hodara
- 2017 : Tad et le Secret du roi Midas (Tadeo Jones 2: El secreto del Rey Midas) d'Enrique Gato
- 2017 : Hombre de fe de Dinga Haines
- 2018 : Bent de Bobby Moresco
- 2018 : El mejor verano de mi vida de Dani de la Orden
- 2019 : The Kill Team de Dan Krauss
- 2021 : Froid mortel (Bajocero) de Lluís Quílez

### Courts métrages
- 1998 : Negra rosa de Ibon Cormenzana
- 1999 : Silencios de Ibon Cormenzana
- 1999 : 8, 9 y 10 de Ibon Cormenzana
- 2004 : Tadeo Jones de Enrique Gato
- 2004 :  Niebla de Mónica Alonso
- 2006 : Coming to Town de Carles Torrens
- 2007 : Tadeo Jones y el sótano maldito de Enrique Gato
- 2008 : Delaney de Carles Torrens
- 2009 : Chuckle Boy de Daniel Aranyó
- 2010 : Mi amigo invisible de Pablo Larcuen
- 2012 : La mano de Nefertiti de Guillermo García Carsí
- 2013 : Sequence de Carles Torrens
- 2013 : M is for mom de Carles Torrens
- 2013 : Descubre con Tadeo (série TV, 1 épisode)
- 2014 : Récord
- 2015 : A través del espejo

### Documentaires
- 2006 : Noticias de una guerra de Eterio Ortega
- 2009 : Cerca de tus ojos de Elías Querejeta
- 2011 : Las catedrales del vino de Eterio Ortega
- 2011 : Voces desde Mozambique de Susana Guardiola y Susana Polo
- 2011 : Luz de mar de Raúl Serrano y Curro Vázquez

## Récompenses

### Alcalá de Henares Short Film Festival
- 2007 : Tadeo Jones y el sótano maldito (vainqueur, meilleure musique originale)

### Cinema Writers Circle Awards, Spain
- 2013 : Las aventuras de Tadeo Jones	(nomination, meilleure musique)

### Gaudí Awards
- 2013 : Las aventuras de Tadeo Jones	(nomination, meilleure musique originale)

### Goya Awards
- 2013 : Las aventuras de Tadeo Jones	(nomination, meilleure musique originale)

### International Film Music Critics Award (IFMCA)
- 2009 : Imago mortis (nomination, meilleure musique pour un film d'horreur)